# GOOD DAYS (アルバム)
『GOOD DAYS』（グッド デイズ）は、柳原陽一郎の通算10作目のスタジオ・アルバムである。2021年4月30日にSWEETS DELI RECORDSより発売された。デビュー30周年をきっかけとして制作されたピアノ弾き語りアルバムで、セルフカバーや新曲を含む全12曲が収録され、全曲ボーカルとピアノの同時録音となっている。

## 背景
デビュー30周年をきっかけとして制作された自身初のピアノ弾き語りアルバム。柳原は「これまで出した曲で『ピアノ弾き語りバージョンでも聴いてもらいたい』という曲を集めてみたらどうだろうか、みたいな」「ピアノを弾いて歌っているわりには、ピアノと自分の歌だけでちゃんとアルバムを作ったことがないなと思って」と語っている。基本的に弾き語りを音源として発表することには消極的であったものの、近5年ほど全国各地でピアノやギターの弾き語りで歌うようになり、「これで音源を作ってもいいかもしれない」「懺悔でもあり、暴露でもありというような感じのアルバムにしよう」という気持ちから作品化に至った。
2020年3月より制作が開始されたが、新型コロナウイルスの感染拡大による緊急事態宣言に伴い中断。同年9月に作業が再開され、2021年3月に完成した。レコーディングはStudio GVIDOで行なわれた。
収録曲はすべてピアノとボーカルの同時録音となっており、セルフカバー8曲、新曲3曲を含む12曲を収録。最初に30曲ほどピックアップされ、柳原がライブで演奏する中で「ピアノ弾き語りもいいかも」と判断した楽曲のみに絞られた。ソロ名義での初期の楽曲が含まれている一方、「ピアノでやってもあまり印象が変わらない」「ピアノでやってもなぁ…という感じだったから」という理由から『DREAMER'S HIGH』、『「ほんとうの話」』、『小唄三昧』からの収録曲は含まれていない。
アルバムタイトルはコロナ禍であることも含めて「BAD DAYS」とする予定だったが、同名曲が没となり相談しているうちに、「じゃあ、GOOD DAYSでいいじゃん」ということから現行のタイトルに変更された。

## 評価
共同通信社の鬼院丈は、「このアルバムの世界を表現するなら鎮魂歌」とし、「死者の魂を鎮めるのではなく、コロナ禍で巣ごもりしている孤独な魂に捧げられたようなアルバム」「柳原がいままで何万回も歌ってきた『さよなら人類』や『きみを気にしてる』のような収録曲たちは、時という波に洗われてきた、言わばビーチグラス。それらとなんの違和感もなく並ぶ新曲も含めて、僕の宝物になりそう」と評している。また、全編ピアノ弾き語りというスタイルについては、「楽曲のベクトルが一方向になり、まるで組曲のように各楽曲が力を合わせて一つの世界を作り上げている」と評している。

## 収録曲
| #         | タイトル                             | 作詞         | 作曲                                  | 時間  |
| --------- | ------------------------------------ | ------------ | ------------------------------------- | ----- |
| 1.        | 「みんなおぼえてる」                 | 柳原陽一郎   | 柳原陽一郎                            | 4:53  |
| 2.        | 「ひまわり」                         | 柳原陽一郎   | 柳原陽一郎                            | 5:15  |
| 3.        | 「きみを気にしてる」                 | 柳原陽一郎   | 柳原陽一郎                            | 5:00  |
| 4.        | 「木曜日は雨」                       | さくらももこ | 来生たかお                            | 4:04  |
| 5.        | 「モモおいで」                       | 柳原陽一郎   | 柳原陽一郎                            | 3:17  |
| 6.        | 「どんぶらこ」                       | 柳原幼一郎   | 柳原幼一郎 知久寿焼 石川浩司 滝本晃司 | 5:38  |
| 7.        | 「まわれ糸車」                       | 柳原陽一郎   | 柳原陽一郎                            | 3:56  |
| 8.        | 「きっとハワイ」                     | 柳原陽一郎   | 柳原陽一郎                            | 3:46  |
| 9.        | 「ハニー・ムーン」                   | 柳原陽一郎   | 柳原陽一郎                            | 5:35  |
| 10.       | 「夏がきたんです」                   | 柳原陽一郎   | 柳原陽一郎                            | 4:32  |
| 11.       | 「さよなら人類」                     | 柳原幼一郎   | 柳原幼一郎 知久寿焼 石川浩司 滝本晃司 | 5:09  |
| 12.       | 「故郷のない男（くにのないおとこ）」 | 柳原陽一郎   | 柳原陽一郎                            | 2:54  |
| 合計時間: | 合計時間:                            | 合計時間:    | 合計時間:                             | 53:59 |

## 曲の解説
1. みんなおぼえてる
原曲は1stシングル。
柳原は、この楽曲と「きみを気にしてる」について「この2曲はやっぱり入れとかないと、と思って」と語っている[8]。
2. ひまわり
原曲は4thアルバム『ONE TAKE OK!』収録曲。
柳原は「音源としてバンドバージョンと異なるアプローチもあるなと思っていたから、当初から収録が決まっていた」と語っている[8]。
3. きみを気にしてる
原曲は3rdシングル。
柳原は「凄く良いテイクが録れたと思う。たぶん今回の中でのベストテイクじゃないかな」と語っている[8]。
4. 木曜日は雨
原曲はさくらももこ×来生たかお名義のアルバム『One Week』収録曲。
柳原は「涙が出るほど難しかった。レコーディングであれほど緊張したことはないというくらい」と語っている[8]。
5. モモおいで
新曲。
当初はアップテンポな曲であったが、「歌詞と曲調が全然合ってない」ということから、歌詞や構成、イントロすべてが変更された[9]。
6. どんぶらこ
原曲はたまの1stアルバム『さんだる』収録曲。
柳原は「お気に入りというより…進行がワンパターンだけど、そういう曲が1曲あってもいいかなと思って」と語っている[8]。
7. まわれ糸車
原曲は6thアルバム『ウシはなんでも知っている』収録曲。
レコーディング時には候補に挙がっていなかったものの、ライブで演奏した際に「小洒落た感じがなんか良かった」ということからレコーディング再開後に録音された[8]。
8. きっとハワイ
新曲。
1度目の緊急事態宣言中に制作された曲。柳原は「ラテンのリズムを左手で弾かないといけないと思って、コロナ休暇中に練習した」と語っている[9]。
9. ハニー・ムーン
原曲は3rdアルバム『ウタノワ』収録曲。
柳原は「今回で一番難しかった。技術以前に、全体をどういうタッチでやればいいのかがわからなくて、力の入れ方とかが難しい曲だった」と語っている[8]。
10. 夏がきたんです
原曲は6thアルバム『ウシはなんでも知っている』収録曲。
柳原は「もともとはこっちのバージョン。『ウシはなんでも知っている』の時にギターに替えてやったから、元をやってみるか、と思って」と語っている[8]。
11. さよなら人類
原曲はたまの1stシングル。
この曲と「どんぶらこ」は、2005年に発売された『ふたたび』に続く2度目のセルフカバーとなる[8]。
12. 故郷のない男（くにのないおとこ）
新曲。
かねてよりライブで演奏されていた楽曲で、収録にあたりキーが変更され、間奏が付け足されたほか、歌詞がカットされた[9]。柳原は「この形になってからまだ歌い慣れていなくて、震えながら歌っていたから、すごく不安定なんだけど、それが曲に良かったんでしょうね。100点ではないけど、ぼくは好きなテイク、大敢闘賞だと思う」と語っている[9]。

## クレジット
※出典
- 柳原陽一郎 : Vocal, Piano
- 藤田厚生 (F Inc.) : Recorded, Mixed & Mastered
- 藤田倫子 (F Inc.) : Recording Assistant
- 西田幸司 (nirnor inc.) : Photos & Design
- 前原雅子 (SWEETS DELI RECORDS) : Production Coordinated